# Dance with Me
 Dance With Me är ett studioalbum av Friends från 2002. Albumsläppet sköts upp från maj till senare under året.
På Svensktoppen fick man in låten In the Heat of the Night i februari 2003.

## Låtlista
| Nr  | Titel                                      | Låtskrivare                                              |
| --- | ------------------------------------------ | -------------------------------------------------------- |
| 1.  | "In the Heat of the Night"                 | Carl-Henry Kindbom, Carl Lösnitz                         |
| 2.  | "The One That You Need"                    | Henrik Sethsson, Pontus Assarsson                        |
| 3.  | "I Won't Let You Go"                       | Agnetha Fältskog, Eric Stewart                           |
| 4.  | "Love Did It"                              | Per-Olof Thyrén, Thomas G:son, Amy Powers                |
| 5.  | "Dance With Me"                            | Tommy Gunnarsson, Tommy Kaså, Elisabeth Lord             |
| 6.  | "I Believe In Love"                        | Henrik Sethsson, Pontus Assarsson                        |
| 7.  | "Just Like a Hurricane"                    | Thomas Eriksson, Stefan Ohlsson                          |
| 8.  | "Om igen"                                  | Henrik Sethsson, Pontus Assarsson                        |
| 9.  | "Är det inte så (Ain't that Just the Way)" | Bruce Belland, Glen Larson, Stu Phillips, Ingela Forsman |
| 10. | "Färger"                                   | Patric Jonsson, Ulf Georgsson                            |
| 11. | "Say You Will"                             | " Last Henrik Sethsson, Thoms G:son                      |
| 12. | "Sent plan hem" ("Next Plane Out")         | Diane Warren, Kim Kärnefalk                              |
| 13. | "Öppna dina ögon"                          | Dan Attlerud, Jörgen Ringqvist, Martin Klaman            |
| 14. | "Calling Out Your Name"                    | Patrik Linman, Joakim Kulju, Ola Larsson, Fredrik Hult   |

## Listplacering
| Lista (2002) | Topplacering |
| ------------ | ------------ |
| Sverige      | 15           |

### Fotnoter
1. ↑  ”Dansweb”. Arkiverad från originalet den 5 mars 2016. https://web.archive.org/web/20160305000556/http://www.dans-web.nu/skivor/index.php?pid=view&ref_cd=538. Läst 10 juni 2011.
2. ↑  ”Svensk mediedatabas”. http://smdb.kb.se/catalog/id/001550029. Läst 8 maj 2011.
3. ↑  ”Svensk mediedatabas”. http://smdb.kb.se/catalog/id/001542864. Läst 8 maj 2011.
4. ↑  ”Dance with Me”. Svensk mediedatabas. 1 mars 2002. http://smdb.kb.se/catalog/id/001552807. Läst 8 maj 2011.
5. ↑  Michael Nystås (1 oktober 2002). ”Friends borde sjunga fler låtar på svenska”. Aftonbladet. http://www.aftonbladet.se/nojesbladet/kronikorer/article10309971.ab. Läst 8 maj 2011.
6. ↑  ”Svensktoppen”. 2 februari 2003. http://sverigesradio.se/sida/topplista.aspx?programid=2023&date=2003-02-02. Läst 8 maj 2011.
7. ↑  ”Dance with Me”. Swedishcharts. 1 mars 2002. http://www.swedishcharts.com/showitem.asp?interpret=Friends&titel=Dance+With+Me&cat=a. Läst 8 maj 2011.